# فرانك نيو
فرانك نيو (بالإنجليزية: Frank New)‏ (25 ديسمبر 1859 - 25 مارس 1924) هو لاعب كريكت بريطاني (وحمل سابقاً جنسية المملكة المتحدة لبريطانيا العظمى وأيرلندا).